# Amerikansk silkehale
Amerikansk silkehale (Bombycilla cedrorum) er en spurvefugl i silkehalefamilien.
Den lever over det meste af Nordamerika. Den er specialiseret til at spise frugt.